# Монегаскский диалект
Монега́скский диалект (монегасский; самоназвание — Munegascu) — родной язык монегасков — подданных Княжества Монако. Точное число говорящих неизвестно, однако самих монегасков насчитывается 7634 человека, или 21,6 % от всего населения княжества (данные переписи 2008 года).
Монегаскский относится к романской группе языков и является диалектом лигурского языка, близким к генуэзскому диалекту. Испытал сильное влияние ниццкого диалекта (Niçard) окситанского языка, который является среди прочего исконным родным языком в некоторых районах княжества. Ниццкий диалект был языком ниццких итальянцев (ниццардо) до аннексии графства Ницца Францией в 1860 году.
Первой книгой, изданной на монегаскском языке, считается «Легенда о Святой Девоте» («A legenda de Santa Devota», 1927) Луи Нотари. Ему же принадлежит текст Гимна Монако на монегаскском языке (1931).
Помимо монегаскского, все монегаски говорят по-французски. Учитывая, что сами монегаски составляют меньшую часть населения княжества, языку угрожало исчезновение ещё в 1970-х годах. Однако были приняты необходимые меры по его спасению: сейчас язык преподаётся в школах и лицеях, для получения аттестата необходимо сдать экзамен по монегаскскому. Считается, что сейчас его положение более стабильно. В старой части Монако на дорожных знаках наряду с французским используется и монегаскский язык.
Также язык является сакральным (на праздник Святой Девоты (26—27 января) и в Национальный Княжеский День (19 ноября) месса служится по-монегаскски) и церемониальным (присяга и речь князя при вступлении на трон произносятся также на монегаскском языке).